# Cethang

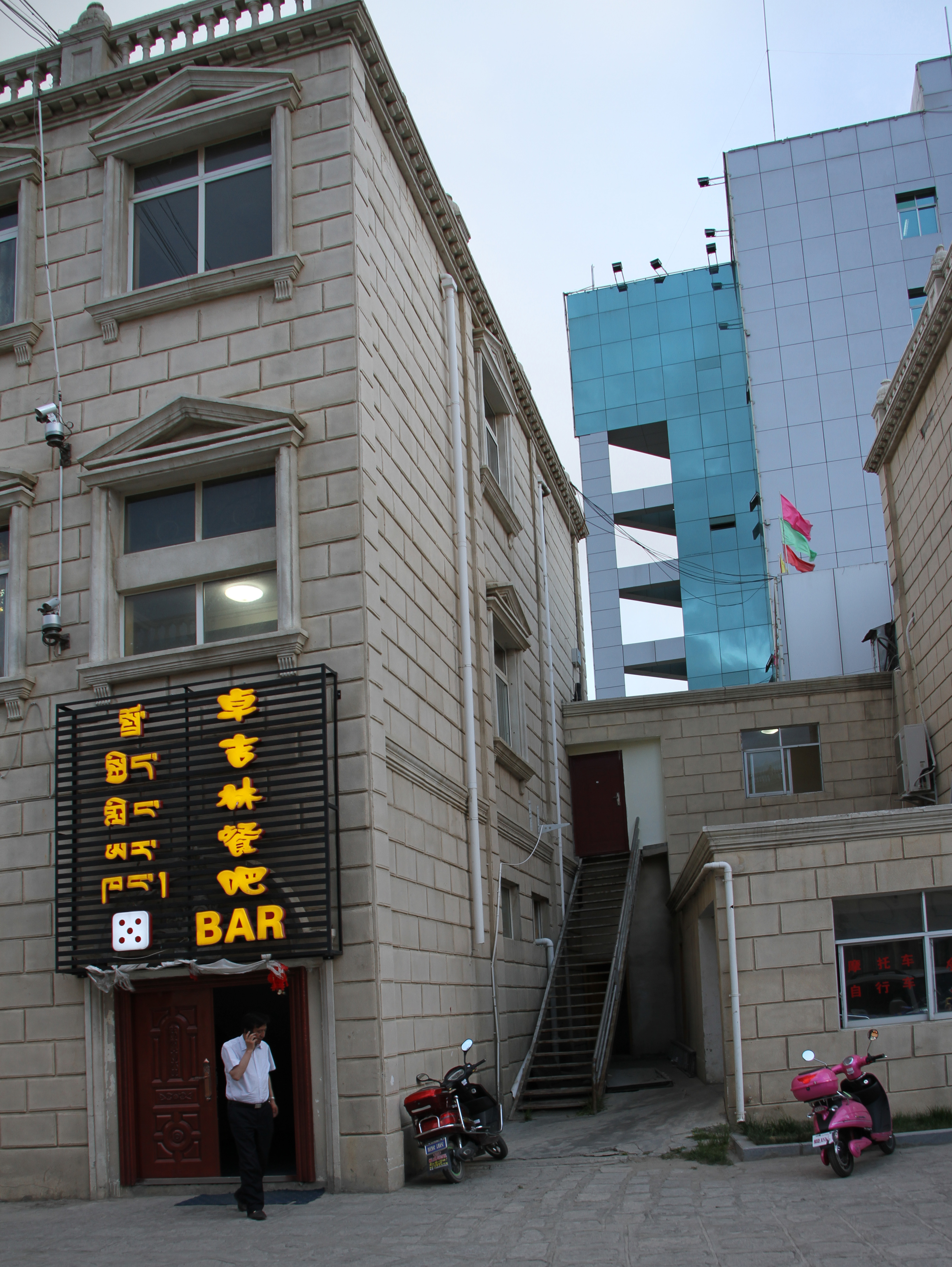
Tsetang 2014

Cethang (anglicky Tsetang, tibetsky རྩེ་ཐང།, Wylie rtse-thang; čínsky 泽当) je město v Tibetské autonomní oblasti v prefektuře Lhokha. Nachází se cca 183 km na jihovýchod od Lhasy v údolí řeky Jarlung Cangpo.
Cethang byl již odpradávna sídelním městem údolí Jarlungu a sídlem mnoha tibetských panovníků. Slouží jako hlavní město prefektury Lhokha a je druhým největším městem v historické oblasti Ü-Cang. Nachází se asi 4 km na severovýchod od sídla Nedong, ale obě sídla dnes již splynula v jedno město.
Nachází se nedaleko úpatí hory Gongbori (3400m) a je zde mnoho historických památek a zřícenin. Je známo jako kolébka tibetské kultury. První tibetský klášter, Samjä, se nachází asi 30 km od Cethangu a byl založen roku 779 králem Thisongem Decänem. Přímo v Cethangu se nachází klášter Ganden Čöchorling, který patřil původně buddhistické škole Kagjüpa, ale v 18. století ho převzala škola Gelugpa. Klášter byl zničen během kulturní revoluce, ale dnes je již obnoven. Ngamchö je další klášter a obsahuje postel a trůn dalajlámy a má kapli zasvěcenou léčitelství. V minulosti zde také byly kláštery školy Sakjapa, ale ty se nedochovaly.
Asi 5 km na jih od města se nachází chrám Trandruk, založený za vlády Songcäna Gampa, a o 10 km dále je pevnost Jumbulagang, založená prvním tibetským králem Ňathi Cänpou.